# Enicospilus junctus
Enicospilus junctus là một loài tò vò trong họ Ichneumonidae.